# APM 08279+5255
APM 08279+5255 is een zeer heldere, verre quasar die zich bevindt in het sterrenbeeld Lynx. Het is een van de meest heldere objecten in het bekende universum. Het licht van de quasar heeft ongeveer 12 miljard jaar nodig gehad om de aarde te bereiken, wat betekent dat we de quasar waarnemen zoals hij eruitzag toen het universum slechts 1,6 miljard jaar oud was.
De quasar werd in 1998 ontdekt door zijn extreem heldere radio- en infraroodemissies, en de afstand werd vervolgens bepaald door spectroscopische analyse van het licht ervan. APM 08279+5255 is uitgebreid bestudeerd door astronomen, omdat het belangrijke inzichten biedt in het vroege universum en de vorming en evolutie van sterrenstelsels en superzware zwarte gaten. Er zijn tevens aanwijzingen dat er in de omgeving van APM 08279+5255 grote hoeveelheden water voorkomen: In 2011 hebben astronomen waterdamp waargenomen in de spectraallijnen van de quasar, wat suggereert dat er watermoleculen in de omgeving aanwezig zijn. Dit was opmerkelijk omdat het de verste detectie van water tot die tijd was en het wijst erop dat water al in een vroeg stadium van het heelal aanwezig was.